# 响尾蛇角
响尾蛇角（英語：Rattlesnake Point）是位于加拿大安大略省苗頓镇的一个生态旅游地点，坐落在尼亚加拉断崖一段，由荷顿地区自然保护局拥有，管理并设立响尾蛇角自然保护区。自然保护区面积达约一百平方公里，也是联合国生态圈保护区之一。
响尾蛇角层崖峭壁，瞭望点景色广袤无根，有着石缝中根深叶茂的千年雪松，以众多的洞穴和悬崖受单车骑手、徒步者和攀岩者的青睐。响尾蛇角及附近区域有多个高尔夫球场、乡村集市、马术练习场与马棚，也是举办童军活动的热门地点。
随着安大略南部的城市蔓延的持续扩张，响尾蛇角地区正受苗頓的新住房开发影响。响尾蛇角曾经因交通不便与其看似有保护作用的联合国生态圈保护区地位而被开发商视为不可开发，如今因其环境优美，开发度低并地处大多伦多地区而备受追捧。

## 名字来源

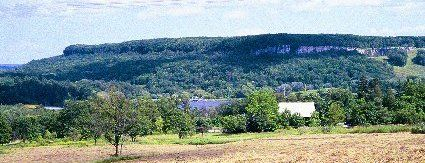
响尾蛇角

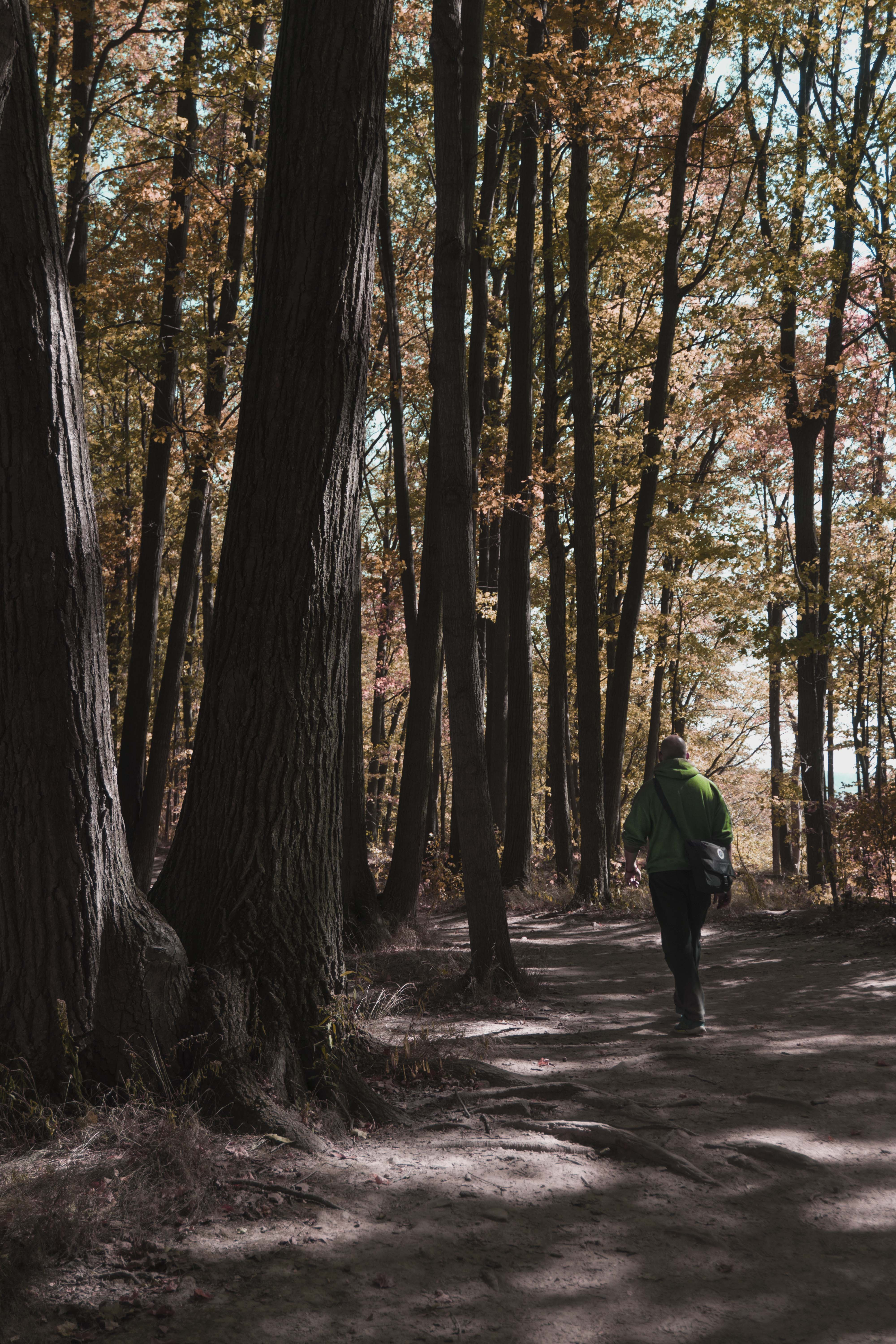
响尾蛇角自然保护区内步道

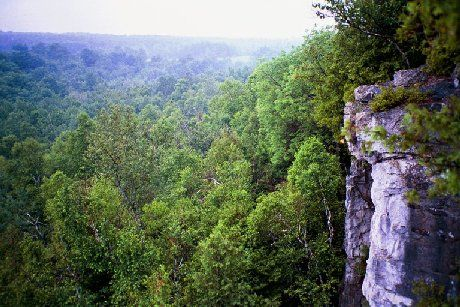
响尾蛇角附近尼亚加拉断崖景色

虽然响尾蛇角自然保护区于1961年设立，“响尾蛇角”这个名称早在1857年就有用于描述此区域的纪录，其景色早已被人们认识。尽管称呼如此，响尾蛇角并没有响尾蛇，其名称的来源可能是尼亚加拉断崖在此处的蛇形走向或者当地生长的蕨萁（英文称 Rattlesnake Fern “响尾蛇蕨”）。